# Saguenay (district électoral du Canada-Uni)
Pour les articles homonymes, voir Saguenay.
Circonscription électorale provinciale du Canada
Saguenay est un district électoral de l'Assemblée législative de la province du Canada.

## Liste des députés
| Années | Années      | Député                          | Affiliation                     |
| ------ | ----------- | ------------------------------- | ------------------------------- |
|        | 1841 - 1842 | Étienne Parent                  | Canadien-français antiunioniste |
|        | 1842 - 1844 | Augustin-Norbert Morin          | Canadien-français               |
|        | 1844 - 1848 | Marc-Pascal de Sales Laterrière | Canadien-français               |
|        | 1848 - 1851 | Marc-Pascal de Sales Laterrière | Canadien-français               |
|        | 1851 - 1854 | Marc-Pascal de Sales Laterrière | Réformiste                      |
|        | 1854 - 1858 | Pierre-Gabriel Huot             | Indépendant                     |
|        | 1858 - 1861 | David Edward Price              | Conservateur                    |
|        | 1861 - 1863 | David Edward Price              | Conservateur                    |
|        | 1863 - 1864 | David Edward Price              | Conservateur                    |
|        | 1865 - 1867 | Pierre-Alexis Tremblay          | Libéral                         |